# Франк Арнесен
Франк Арнесен (дан. Frank Arnesen; нар. 30 вересня 1956, Копенгаген) — колишній данський футболіст, атакуючий півзахисник. По завершенні ігрової кар'єри — футбольний функціонер.

## Клубна кар'єра
Франк Арнесен розпочав свою футбольну кар'єру в данському клубі «Фремад Амагер». У листопаді 1975 року Франк перейшов до нідерландського «Аякса» з Амстердама, на той момент Арнесену було всього 19 років. Разом з Франком до «Аякса» перейшов інший молодий гравець Сорен Лербю, якому було 17 років.
Арнесен дебютував за амстердамський клуб 7 березня 1976 року в матчі проти «Утрехта», який завершився з рахунком 1:1. Всього у складі «Аякса» Франк провів 6 сезонів, провівши 212 матчів та забивши 74 м'ячів. Арнесен тричі вигравав з «Аяксом» титул чемпіонів Нідерландів у 1977, 1979 та 1980 роках, а також ставав володарем кубка Нідерландів у 1979 році, обігравши у фінальному матчі «Твенте» з рахунком 3:0.
Влітку 1981 року Арнесен був куплений іспанською «Валенсією», але за два проведених роки Франк провів 36 матчів та забив 10 м'ячів. Потім впродовж двох років Арнесен вступав за бельгійський «Андерлехт». У листопаді 1985 року Арнесен повернувся до Нідерландів та став гравцем ПСВ з Ейндговена, одвічного суперника «Аякса». У ПСВ Франк провів три вдалих сезони, вигравши три поспіль титули чемпіона Нідерландів (1986, 1987 та 1988). На той момент у ПСВ виступало багато данців, серед яких були: Ян Гайнце, Серен Лербю та Іван Нільсен. У 1988 році Франк виграв свій другий  кубок Нідерландів, а також став володарем Кубка Чемпіонів, хоча й не зіграв у фінальному матчі через травму.

## Збірна Данії
За національну збірну Данії Франк дебютував у 1977 році в товариському матчі проти збірної Швеції, який завершився поразкою данців з рахунком 1:0.
Арнесен був учасником чемпіонату Європи з футболу 1984, на якому його збірна дійшла до півфіналу турніру. Франк також брав участь у чемпіонаті світу з футболу 1986 року, на якому його збірна виступила невдало, поступившись на стадії 1/8 фіналу збірній Іспанії з рахунком 5:1. Усього Франк Арнесен провів за збірну 52 матчі та забив 14 м'ячів.
1987 року Франк завершив міжнародну кар'єр одразу після того, як його збірна кваліфікувалася на чемпіонат Європи 1988.

## Кар'єра спортивного менеджера
Після завершення ігрової кар'єри Франк працював асистентом головного тренера ПСВ сера Боббі Робсона в період з 1991 по 1993 рік, а у 1994 році Арнесен став генеральним директором клубу. Арнесен був директором ПСВ 10 років, Франк по праву причетний до відкриття таких футбольних талантів, як бразилець Роналду, голландці Яп Стам, Руд ван Ністелрой та Ар'єн Роббен.
У травні 2004 року Арнесен зайняв пост менеджера в англійському «Тоттенгемі» з обов'язками проводити трансфери футболістів та займатися пошуком молодих талантів, в той час як тренеру Жаку Сантіні дісталася робота з обробки щоденних навчальних тренувань з відповідними установками, чим займався Арнесен коли був асистентом тренера в ПСВ. Але Сантіні не впорався з цією роботою та протягом місяця з посиланням на особисті проблеми покинув клуб. Арнесен одразу ж запросив на місце асистента тренера Мартіна Йола.
Арнесен покинув «Тоттенхем» 4 червня 2005 року, висловивши бажання перейти в лондонський «Челсі». Пізніше Арнесен був сфотографований 22 червня на борту яхти російського мільярдера та власника лондонського «Челсі» Романа Абрамовича. Арнесена «Челсі» порекомендував Піт де Віссер
24 червня «Челсі» оголосив про те, що досягнуті фінансові врегулювання, і «Тоттенгему» виплачені 5 млн фунтів стерлінгів, однак широко повідомлялося, що ця сума дійшла до 8 млн фунтів стерлінгів. Арнесен, «переїхавши» у «Челсі», став виконувати роль глави скаутів, що відповідає за розкриття футбольних талантів. Арнесен зіграв ключову роль в переході Саломона Калу та Джона Обі Мікела в «Челсі».
23 травня 2011 року Арнесен уклав контракт з німецьким «Гамбургом». Тут він займав пост спортивного директора, а також був членом правління клубу до кінця січня 2014, після чого став спортивним директором харківського «Металіста». Проте в харківській команді данець попрацював недовго і вже наступного місяця покинув клуб через політичну ситуацію в країні.
27 травня 2015 грецький ПАОК оголосив, що Арнесен буде новим спортивним директором клубу в протягом наступних трьох років, але вже через 9 місяців було оголошено, що його контракт з клубом був розірваний.

### Трансферні махінації
19 вересня 2006 Арнесен став частиною програми Бі-бі-сі під назвою «Вивчення англійського трансферного ринку». Розповідалося про те, що Арнесен пропонував «Мідлсбро» за 15 річного гравця Натана Поррітт 150 тис. фунтів стерлінгів, лише за те, щоб гравець перейшов до «Челсі» через три роки, хоча Арнесену було повідомлено, що цей молодий гравець хотів би залишитися саме в «Мідлсбро». Ця трансферна пропозиція Арнесена за всіма законами ФА за процедурою трансферу була незаконною.
Лондонський «Челсі» було звинувачено в переговорах щодо переходу Ешлі Коула до команди, без відома лондонського «Арсеналу», чиїм гравцем Коул і був на той момент (у 2005). У доповіді на Бі-бі-сі в програмі «Панорама», було сказано, що ФА буде вести розслідування за цими інцидентами, і в разі визнання ФК «Челсі» винними, покарання може бути пов'язано зі зняттям з них очок у чемпіонаті Англії. Проте програма була піддана критиці за відсутність контролю її змісту.

## Досягнення
Аякс
- Чемпіон Нідерландів (3) : 1976/77, 1978/79, 1979/80
- Володар Кубка Нідерландів (1) : 1978/79

 ПСВ
- Чемпіон Нідерландів (3) : 1985/86, 1986/87, 1987/88
- Володар Кубка Нідерландів (1) : 1987/88
- Володар Кубка європейських чемпіонів: (1) : 1987/88